# Церковь Святых Кирилла и Мефодия (Тетово)
Церковь Святых Кирилла и Мефодия (макед. Црква „Св. Кирил и Методиј“) — православная церковь в городе Тетово, Северная Македония.
Один из красивейших православных храмов Пологского региона, является резиденцией Тетовского архиерейского наместничества.

## История
Церковь начали строить в 1903 году во время Илинденского восстания. Инициатором строительства был болгарский священнослужитель Михаил Мартынов (Прота Михаил), священник Болгарской экзархии, известный как защитник православных христиан от турецких властей. Будучи в то время викарием Скопской митрополии, ему удалось добиться строительства храма от султана Абдул-Хамида II.
Получив одобрение 21 ноября 1902 года, в 1903 году началось строительство, осложнённое тем, что грунт был слишком влажный из-за близости подземных вод, в связи с чем в фундамент здания были вбиты каштановые колья и заливался свинец. При возведении церкви использовался известняк, который везло местное население на вьюках из Тетово Кале. Строительством руководил мастер из Салоник македонского происхождения Дамиан Андреев. Строительство, выполненное на пожертвования жителей Тетово и окрестностей, завершилось в 1918 году, освящение храма состоялось 12 июля 1925 года тогдашним патриархом Варнавой.

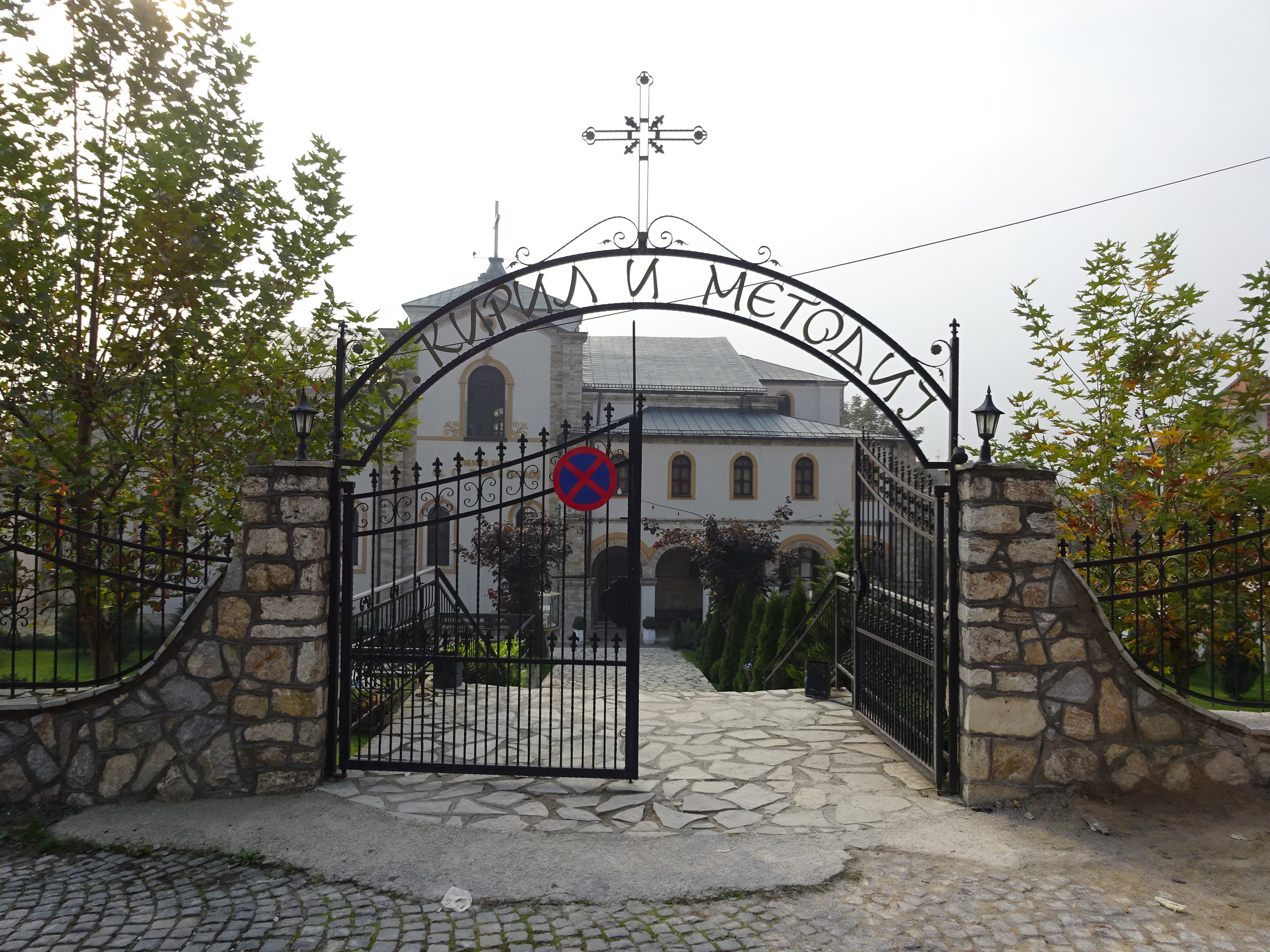
Главные ворота храма

Здание церкви представляет собой трехнефную базилику крестообразной формы с куполом. Фресковая роспись выполнена известным живописцем Данаилом Несторовым в 1924 году. В этом же году умер основатель храма Михаил Мартынов — он был похоронен на церковном дворе, его могила сохранилась по настоящее время.
По настоящее время храм претерпел ряд ремонтных работ и строительство новых вспомогательных помещений. Так в 1989 году была начата полная реставрация и реконструкция церковного здания, которые были завершены в 1991 году.
При церкви Святых Кирилла и Мефодия есть церковный хор, который был сформирован в 1969 году. С 1990 года по сегодняшний день хором руководит дирижер Ивица Зафировский, а регентом хора является протоиерей Ставрофор Станковский. Хор принимает участие во всех крупных церковных мероприятиях Тетовской епархии.